# Bomolocha effectalis
Bomolocha effectalis är en fjärilsart som beskrevs av Paul Dognin 1914. Bomolocha effectalis ingår i släktet Bomolocha och familjen nattflyn. Inga underarter finns listade i Catalogue of Life.